# Пыжице (гмина)
Пыжице (пол. Pyrzyce) — гмина (волость) в Польше, входит как административная единица в Пыжицкий повет, Западно-Поморское воеводство. Население — 19 975 человек (на 2005 год).

## Соседние гмины
1. Гмина Бане
2. Гмина Козелице
3. Гмина Липяны
4. Гмина Мыслибуж
5. Гмина Пшелевице
6. Гмина Старе-Чарново
7. Гмина Варнице